# Paralia (Katerini)
Paralia (griechisch Παραλία (f. sg.)) ist eine Kleinstadt am Thermaischen Golf etwa 8 km östlich von Katerini in der griechischen Region Zentralmakedonien.

## Geschichte
Der Ort wurde 1923 nach dem im Vertrag von Lausanne vereinbarten Bevölkerungsaustausch als Vromeróskala (Βρωμερόσκαλα) von Flüchtlingen aus Kios gegründet. Die Umbenennung in Paralia erfolgte 1950. Durch Ausgliederung aus der Nachbarstadt Kallithea wurde Paralia 1966 eigenständige Landgemeinde (kinotita) und 1997 durch Eingemeindung von Kallithea und Peristasi Stadtgemeinde (dimos). Mit der Verwaltungsreform 2010 wurde Paralia in die Stadt Katerini eingemeindet, wo es seither einen Gemeindebezirk mit drei Ortschaften bildet.

## Tourismus
Der Ort Paralia selbst bietet außer der zentral gelegenen Kirche Agia Fotini (Αγία Φωτεινή) direkt am Meer und dem kleinen Hafen am südlichen Ende des Ortes keine Sehenswürdigkeiten, bis auf den Badestrand am Thermischen Golf. Der Ort bietet gerade in der Hauptsaison zahlreichen Touristen eine Vielzahl von Tavernen, Bars und Discos. Man darf hier allerdings kein ursprünglich griechisches Leben erwarten.

## Wirtschaft
Der recht kleine Ort wurde lange wesentlich durch die Pelzverkaufsläden aus der knapp 120 Kilometer entfernten Kürschnerstadt Kastoria geprägt, Paralia, „ein Badeort mit mehr Pelzgeschäften als Eisdielen“. Noch nach dem Jahr 2000 unterhielten die kastorianischen Händler hier etwa 120 Dependancen. Nach Aussage von Stergios Papagiannis, einem der Inhaber, bestand seine Kundschaft zu etwa 80 Prozent aus Russen: „Zwischen Juni und August kommen die Touristen um sich ein paar Wochen hier zu erholen und probieren ein paar Pelze an und suchen sich etwas aus, dann im August und September kommen sie für ein einige Tage in der Absicht zu kaufen“. In der Niki Street, der zwei Kilometer langen, durch Paralia bis zum Strand führenden „Pelzstraße“ fand man ausschließlich Pelzgeschäfte.

## Verkehr
Früher wurde am hölzerner Pier von Paralia (Skala Vromeris, griechisch Σκάλα Βρωμερής) Braunkohle nach Thessaloniki verschifft, die 1918–1929 mit der Decauville-Bahn Moschopotamos–Paralia aus Dryanista angeliefert wurde.
In den Sommermonaten verkehrt zwischen Paralia und Katerini alle 30 Minuten ein Bus, dieser fährt allerdings im Zentrum von Katerini ab und nicht am Busbahnhof.